# 加利福尼亞章克申 (愛荷華州)
加利福尼亞章克申（英語：California Junction）是位於美國愛荷華州哈里森縣的一個人口普查指定地區。

## 人口
根據2010年美國人口普查的數據，加利福尼亞章克申的面積為1.19平方千米，當中陸地面積為1.19平方千米，而水域面積為0.00平方千米。當地共有人口85人，而人口密度為每平方千米71.43人。